# 스크램블 (음반)
《스크램블》(スクランブル 스쿠란부루[*])은 호리에 유이의 다섯 번째 싱글이다. 2004년 10월 27일 킹 레코드에 의해 발매되었다.
UNSCANDAL이 곡을 제공함과 동시에 연주 및 코러스로 직접 참여하였다. 영어표기는 B만 소문자로 《SCRAMbLE》이다.

## 수록곡
1. 스크램블
  - 작사·작곡 : 스즈키 다카유키, 편곡 : UNSCANDAL
  - 애니메이션 《스쿨럼블》 오프닝 주제가
2. Go! Go! Golden Days
  - 작사·작곡·편곡 : UNSCANDAL
3. 스크램블 (off vocal version)
4. Go! Go! Golden Days (off vocal version)

## 기타
- 오리콘 차트 최고 5위 기록.